# Sociedad secreta

La escuadra y el compás es quizás el emblema masónico más conocido.

Una sociedad secreta es una organización que exige a sus miembros ocultar ciertas actividades, como los ritos de iniciación para los candidatos, o los objetivos de la misma. La sociedad puede intentar o no ocultar su existencia. El término generalmente excluye grupos encubiertos, como servicios de inteligencia o insurgencias de guerra de guerrillas, que ocultan sus actividades y membresías pero mantienen una presencia pública.

## Descripción
A los miembros se les puede exigir ocultar o negar su vinculación, y frecuentemente deben mantener los secretos de la sociedad bajo juramento. El término sociedad secreta suele usarse para describir organizaciones fraternales que pueden tener ceremonias secretas, pero también se aplica habitualmente a organizaciones que van de comunes e inocuas (fraternidades universitarias) a organizaciones míticas descritas en las teorías de conspiraciones como inmensamente poderosas, con agendas políticas o financieras que buscan su propio provecho.

## Definiciones

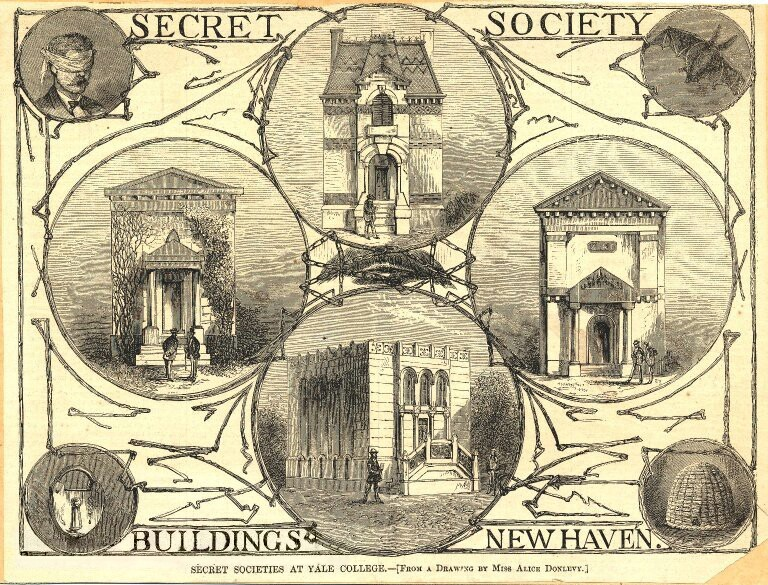
"Edificios de la Sociedad Secreta del Yale College" por Alice Donlevy c. 1880. En el grabado se muestran: Psi Upsilon (Capítulo Betar), 120 High Street. Al centro a la izquierda: Calavera y Huesos (Russell Trust Association), 64 High Street. centro a la derecha: Delta Kappa Epsilon (Capítulo Phi), lado este de York Street, al sur de Elm Street. Abajo: Pergamino y LLave (Kingsley Trust SSS Nonse Association), 490 College Street.

Los requisitos exactos para etiquetar a un grupo como sociedad secreta son discutidos, pero las definiciones generalmente se basan en el grado en que la organización insiste en el secreto, y podría implicar la retención y transmisión de conocimientos secretos, la negación de la pertenencia o el conocimiento del grupo, la creación de vínculos personales entre los miembros de la organización, y el uso de ritos o rituales secretos que solidifican a los miembros del grupo.
Desde el punto de vista antropológico e histórico, las sociedades secretas han estado estrechamente relacionadas con el concepto de Männerbund, la "banda guerrera" o "sociedad guerrera" exclusivamente masculina de las culturas premodernas (véase H. Schurtz, Alterklassen und Männerbünde, Berlín, 1902; A. Van Gennep, The Rites of Passage, Chicago, 1960).
Se ha propuesto un supuesto «árbol genealógico de las sociedades secretas», aunque puede que no sea exhaustivo.
Alan Axelrod, autor de la Enciclopedia Internacional de Sociedades Secretas y Órdenes Fraternales, define una sociedad secreta como una organización que:
- Es exclusiva.
- Afirma poseer secretos especiales.
- Muestra una fuerte inclinación a favorecer a sus miembros.

El historiador Richard B. Spence de la Universidad de Idaho ofreció una definición similar de tres aspectos: 
- La existencia del grupo generalmente no se mantiene en secreto, pero algunas creencias o prácticas se ocultan al público y requieren un juramento de secreto y lealtad para aprender.
- El grupo promete a sus miembros un estatus o unos conocimientos superiores.
- La pertenencia al grupo es de algún modo restrictiva, como por raza, sexo, afiliación religiosa o sólo por invitación.

Spence también propone una subcategoría de «Sociedades secretas de élite» (compuestas por personas de altos ingresos o socialmente influyentes) y señala que las sociedades secretas tienen una tendencia frecuente, si no universal, al faccionalismo, las luchas internas y la reivindicación de orígenes más antiguos de lo que se puede documentar de forma fiable. La definición de Spence incluye grupos tradicionalmente considerados sociedades secretas (Francmasones y Rosacruces) y otros grupos no tan tradicionalmente clasificados, como ciertas cábalas del crimen organizado (la Mafia), grupos religiosos (Orden de los Asesinos y Thelema) y movimientos políticos (Bolcheviquess y Sociedad del Dragón Negro).
El historiador Jasper Ridley sostiene que la masonería es «la sociedad secreta más poderosa del mundo».
La organización «Opus Dei» (Latín para «Obra de Dios») se presenta como una «sociedad secreta» de la Iglesia Católica. Críticos como los Jesuitas Wladimir Ledóchowski se refieren a veces al Opus Dei como una forma católica (o cristiana o "blanca") de masonería. Otros críticos califican al Opus Dei de "Santa Mafia" ya que la organización está relacionada con varias prácticas cuestionables, incluido un intenso "lavado de cerebro" de sus miembros para explotar mano de obra así como la implicación directa de miembros en delitos graves como tráfico de bebés en la España del dictador Francisco Franco.

## Ejemplos

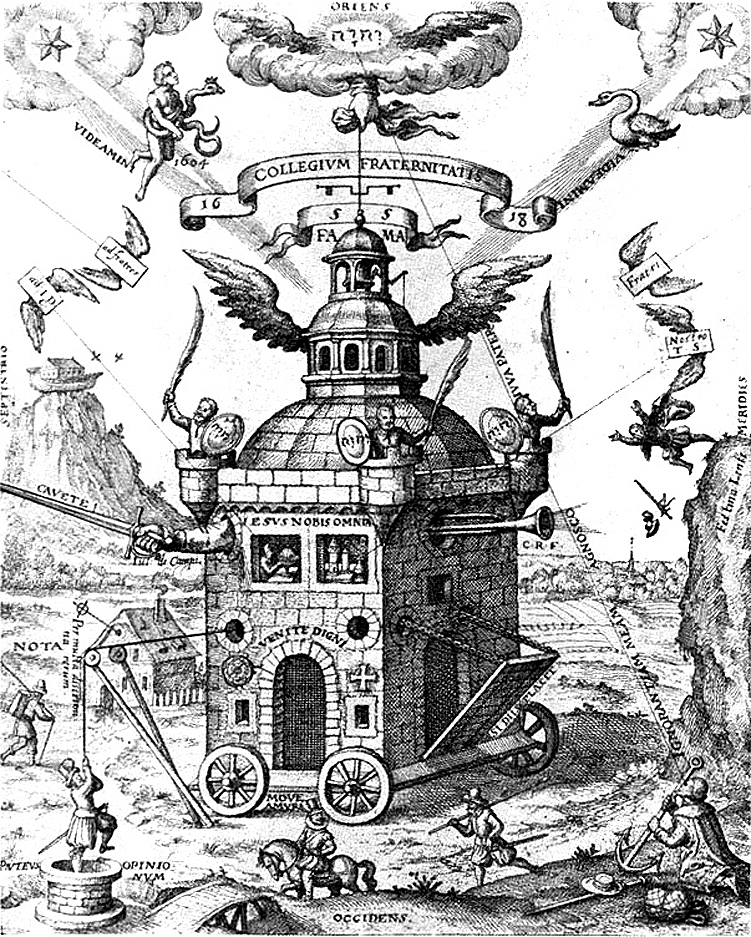
El Templo de la Rosa Cruz, de Teófilus Schweighardt Constantiens, 1618.

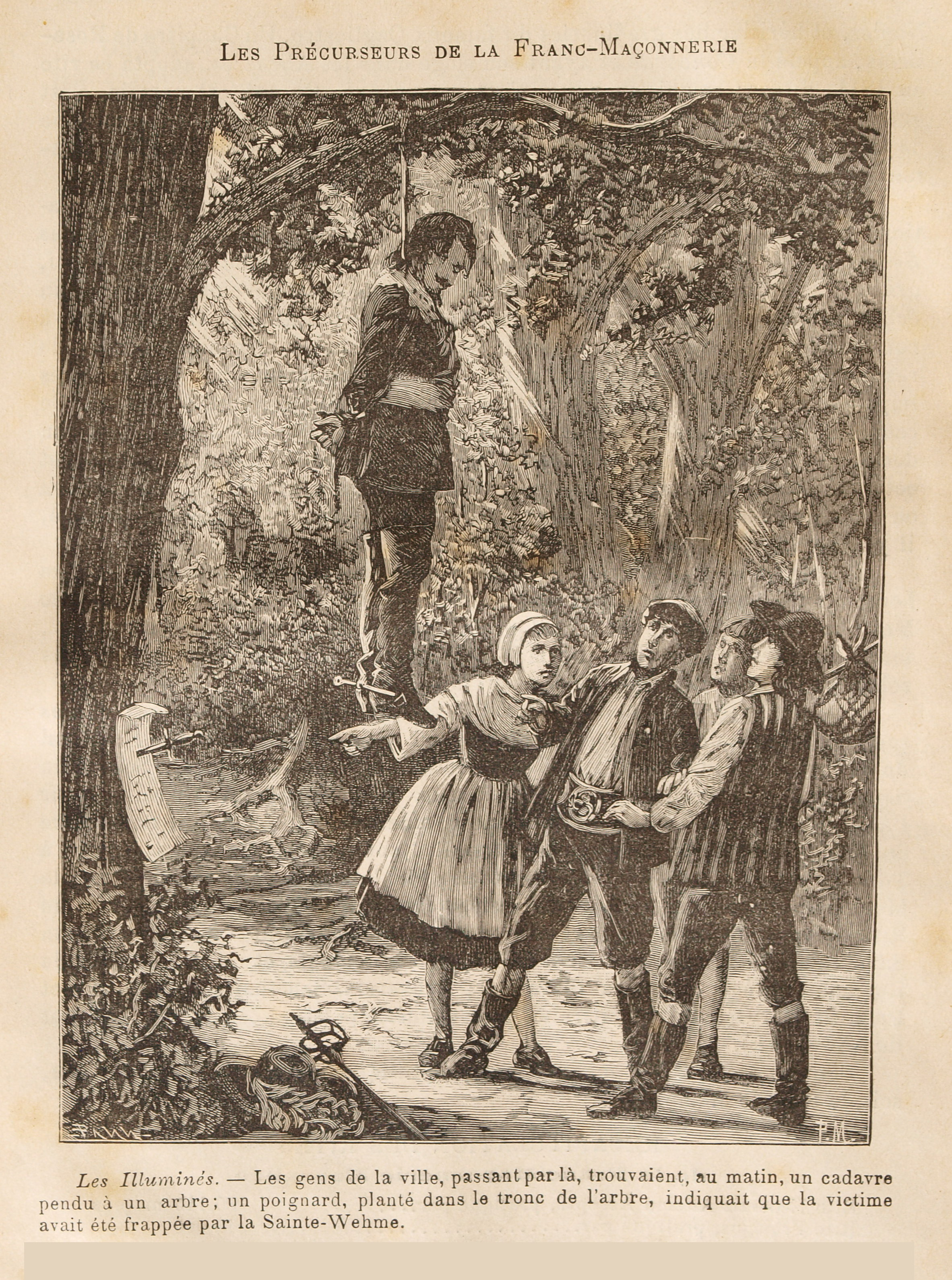
Víctima de la sociedad secreta de la Santa Vehme, dibujo de Pierre Méjanel

Según algunos, lo más indicado sería denominar «sociedades discretas» a las instituciones más famosas (masonería, rosacruz, Iluminados de Baviera, martinismo, etc.), ya que las sociedades secretas solo serían frecuentadas y conocidas por sus miembros, que a diferencia de las discretas son de público conocimiento, manifiesto en sus simbologías edilicias, tenidas blancas, conferencias abiertas, proselitismo, y todo tipo de publicaciones e informaciones. Pero, pese a ello, son más conocidas como sociedades secretas.
Se sabe hoy día, sin embargo, que muchas de estas sociedades divulgan a sus socios de los más bajos niveles información sesgada o parcial de sus actividades para proteger los más altos secretos, que solo son revelados a los miembros de los niveles más altos. Asimismo muchas de las conferencias públicas se realizan para divulgar una imagen de la sociedad que conviene a esta. En realidad solo unos pocos escogidos dentro de estas sociedades saben realmente qué están haciendo. El «conocimiento secreto» es un compendio de ideas que circulan -de forma libre y abierta- por el circuito intelectual de las sociedades modernas.

### Evolución
Por lo general, una sociedad secreta surge con propósitos determinados, bajo circunstancias y problemáticas específicas que requieren ser superadas. Al cumplirse tales propósitos, la sociedad deja de ser útil y necesaria, y carece de razón para seguir existiendo, por lo cual termina desapareciendo. Las sociedades se encuentran en el más estricto anonimato.

### Rosacrucismo
El rosacrucismo es un movimiento espiritual y cultural que surgió en Europa a principios del siglo XVII tras la publicación de varios textos que anunciaban al mundo un nuevo orden esotérico. El rosacrucismo está simbolizado por la Cruz Rosada o Rosa Cruz.
Entre 1610 y 1615 aparecieron en Alemania dos manifiestos anónimos que poco después se publicaron en toda Europa. La Fama Fraternitatis Rosae Crucis (La Fama de la Hermandad de la Rosa Cruz) circuló manuscrita entre los ocultistas alemanes desde aproximadamente 1610, y se publicó en Cassel en 1614. Johannes Valentinus Andreae ha sido considerado el posible autor de la obra. Una lectura literal narra los viajes y la educación del "Padre Hermano C.R.C." y su fundación de una hermandad secreta de hombres igualmente preparados. Los nombres, números y otros detalles tienen alusiones a la Cabalística, en la que los entendidos de la época eran muy versados. La Confessio Fraternitatis (La Confesión de la Hermandad de RC), publicada en Frankfurt en 1615, respondía a las confusiones y críticas y elaboraba más el asunto.
Muchos se sintieron atraídos por la promesa de una "reforma universal de la humanidad" a través de una ciencia "construida sobre verdades esotéricas del pasado antiguo", que, "ocultas al hombre medio, proporcionan una visión de la naturaleza, el universo físico y el reino espiritual", que, según ellos, se había mantenido en secreto durante décadas hasta que el clima intelectual estuvo preparado para recibirlo. Los manifiestos elaboran estos asuntos extensa pero crípticamente en términos de Qabalah, Hermetismo, alquimia, y misticismo cristiano, temas cuyos métodos, simbolismo y alusiones fueron ardientemente estudiados por muchos intelectuales de la época.
En 1617 se publicó un tercer volumen anónimo, las Bodas címicas de Christian Rosenkreutz. En su autobiografía publicada póstumamente, Johann Valentine Andreae reconoció su origen en una fantasía romántica que escribió antes de cumplir los 16 años (1602), entre otras obras juveniles igualmente olvidadas, y que elaboró en respuesta a la Fama y la Confesión, y dijo de ella que "la Boda Química, con su fértil prole de monstruos, un ludibrium que sorprendentemente algunos estiman y explican con sutiles investigaciones, es claramente fútil y delata la vanidad de los curiosos" (Nuptiae Chymicae, cum monstrorum foecundo foetu, ludibriu, quod mireris a nonullis aestimatum et subtili indagine explicatum, plane futile et quod inanitatem curiosorum prodat).  En vida calificó el rosacrucismo de "ludibrium" (parodia), en escritos en los que abogaba por la reforma social y religiosa a través de una organización cristiana sectaria de su diseño.  Algunos estudiosos del esoterismo sugieren que Andreae renegó del rosacrucismo para proteger su carrera clerical de la ira de las instituciones religiosas y políticas de la época. "[E]s evidente por su "Turris Babel", "Mythologia Christiana", y otras obras, que consideraba los manifiestos un engaño censurable." Esto aumentó las controversias sobre si se trataba de un engaño, si la "Orden de la Cruz Rosada" existía tal y como se describía en los manifiestos, o si todo era una metáfora que encubría un movimiento que realmente existía, pero de forma diferente. La promesa de una transformación espiritual en una época de gran agitación, los manifiestos influyeron en muchas figuras para buscar el conocimiento esotérico. Filósofos ocultistas del siglo XVII como Michael Maier, Robert Fludd y Thomas Vaughan se interesaron por la visión rosacruz del mundo.  En su obra "Silentium Post Clamores" (1617), Meier describió el rosacrucismo como surgido de una "tradición primordial", diciendo "Nuestros orígenes son egipcios, Brahmánica derivados de los misterios de Eleusis y Samotracia, el Magi de Persia, el Pitagóricos, y los árabes".

### Grupo de UR
El Grupo UR fue una asociación ocultista italiana, fundada alrededor de 1927 por intelectuales como Julius Evola, Arturo Reghini y Giovanni Colazza para el estudio del tradicionalismo y la magia.  Publicaron series mensuales de números en las revistas UR (1927-28) y KRUR (1929), reimpresas en los tres volúmenes del libro Introducción a la Magia como Ciencia del Ser en 1955 y 1971.
El Grupo UR fue fundado por Julius Evola. Su propósito original era utilizar medios mágicos en un intento de influir en Benito Mussolini para que abandonara el populismo y creara en su lugar un régimen aristocrático basado en las antiguas virtudes romanas. Entre los primeros colaboradores estaban el masón Arturo Reghini, seguidor del neopitagorismo de la "Schola Itálica" de Rocco Armentano, su alumno Giulio Parise y el antropósofo Giovanni Colazza, discípulo de Rudolf Steiner, perteneciente a la tradición del esoterismo cristiano. Reunieron a varios buscadores dedicados al ascetismo iniciático, unidos por el intercambio de estudios esotéricos similares, para revitalizar la tradición perenne de los antiguos misterios sagrados.
Julius Evola fue el primer editor de la revista UR. El tamaño del Grupo ha permanecido oculto pero se estima que estaba entre doce y quince personas. Evola expandió rápidamente su influencia en la revista del Grupo, hasta el punto de expulsar a Arturo Reghini y a su discípulo Giulio Parise de la dirección a finales de 1928. Fuertes desacuerdos personales con Parise habían llevado de hecho a una división en el propio grupo, después de lo cual, en enero de 1929, Evola fundó una nueva revista llamada KRUR. El apoyo de Reghini a la masonería resultaría un motivo de discordia para Evola, quien lo acusó de querer poner la revista bajo el control directo del Gran Oriente de Italia.
El Grupo UR se declaró independiente de las escuelas o tendencias esotéricas formadas en tiempos modernos y contemporáneos, refiriéndose, en todo caso, a una Tradición universal anterior a formas doctrinales particulares. Además de los herméticos y kremmerzianos, también fueron aceptados en su seno algunos católicos y un componente significativo de steinerianos, cuya antroposofía inspira sin duda a la mayoría de los miembros del Grupo.
Se establecieron ramas operativas del Grupo en Roma y en otras ciudades de Italia, las llamadas "cadenas", basadas en intenciones y prácticas comunes, empleando principalmente los ejercicios antroposóficos enseñados por Steiner para el desarrollo espiritual, así como técnicas de textos hindúes, tántricos y herméticos raros.
El nombre del grupo proviene de la expresión fonética u-r, existente en el caldeo y en el rúnico con el significado de fuego y toro o carnero respectivamente, así como un prefijo "ur-" en alemán para indicar algo primigenio, ancestral.
En las revistas, expresiones de las obras del Grupo Ur, los autores de los artículos firmaban con un seudónimo, porque preferían difundir su pensamiento en lugar de publicitar su propia persona. El director de la revista era Julius Evola como aparece en la portada de 1927; junto con los "curadores" Pietro Negri (alias Arturo Reghini) y Giulio Parise en la portada de 1928; nuevamente y solo Evola en 1929, cuando el nombre de la revista fue cambiado a KRUR.
Cada uno de los tres años de publicación corresponde a uno de los tres volúmenes de la obra Introducción a la Magia como Ciencia del Ego reimpresa en 1955 y 1971.
En las revistas de UR y KRUR se publicaron varios textos alquímicos como la Turba philosophorum o la Theosophia practica de Johann Georg Gichtel, además de otros de carácter filosófico y ritual de diversas fuentes.

## En la cultura popular
- En la serie animada de comedia Los Simpson (1989), en el episodio 115 de la temporada 6, Homer descubre que sus amigos y compañeros de trabajo Lenny y Carl disfrutan de privilegios inexplicables en la planta nuclear, tras una investigación, Homer descubre que son parte de la sociedad secreta conocida como los Stonecutters. Descubre que para ser miembro de la sociedad tiene que salvarle la vida a un Stonecutters o ser hijo de un Stonecutters, su padre le dice que es parte de la sociedad y gracias a eso Homer puede unirse a los Stonecutters.

- En la serie de anime Neon Genesis Evangelion (1995), SEELE es una sociedad secreta conformada por 12 miembros que mantiene una cábala de poder global, moviendo los hilos sobre los gobiernos del mundo y la ONU, su objetivo principal es llevar a cabo el proyecto de complementación humana mediante el tercer impacto.
- En la serie animada Gravity Falls (2014), en el episodio 7 de la temporada 2, Dipper, Mabel, Wendy y Soos, descubren la existencia de la sociedad del Ojo Cegado que borra los malos recuerdos de los habitantes del pueblo de Gravity Falls usando un arma anti-memoria para salvarlos de traumas y evitar que descubran los fenómenos sobrenaturales del pueblo.
- En la saga de videojuegos Assassin's Creed aparecen dos sociedades secretas: los Asesinos y los Templarios. Dichas sociedades se encuentran en continua lucha desde tiempos inmemoriales por el control de "los fragmentos del Edén", piezas de tecnología antigua dejadas por los Precursores.